# مجمع اللغة العربية بالقاهرة
أُسِّس مجمع اللغة العربية في القاهرة في 14 من شعبان عام 1351هـ الموافق 13 من ديسمبر سنة 1932م في عهد الملك فؤاد الأول، وبدأ العمل فيه سنة 1934م.

## تأسيس المجمع
تأسس مجمع اللغة العربية في القاهرة في 14 من شعبان عام 1351هـ الموافق 13 من ديسمبر سنة 1932م في عهد الملك فؤاد الأول، وبدأ العمل فيه سنة 1934م، ونص مرسوم إنشائه الصادر سنة 1932م على أن يتكون المجمع من 20 عضوًا من العلماء المعروفين بتبحرهم في اللغة العربية، نصفهم من المصريين، ونصفهم الآخر من العرب والمستشرقين؛ وهو ما يعني أن المجمع عالمي التكوين، لا يتقيد بجنسية معينة ولا بدين معين، وأن معيار الاختيار هو القدرة والكفاءة عشرةً من المصريين، وعشرةً من العرب والمستعربين.
وهو عضو في اتحاد المجامع اللغوية العلمية العربية.

## أهداف المجمع
نصت المادة الثانية من المرسوم الملكي الخاص بإنشاء «مجمع اللغة العربية الملكي» على أن:
| مجمع اللغة العربية بالقاهرة | أغراض المجمع هي: 1. أن يحافظ على سلامة اللغة العربية، وأن يجعلها وافية بمطالب العلوم والفنون في تقدمها، ملائمة ـ على العموم ـ لحاجات الحياة في العصر الحاضر، وذلك بأن يحدد ـ في معاجم أو تفاسير خاصة، أو بغير ذلك من الطرق ـ ما ينبغي استعماله أو تجنبه: من الألفاظ والتراكيب 2. أن يقوم بوضع معجم تاريخي للغة العربية، وأن ينشر أبحاثًا دقيقة في تاريخ بعض الكلمات، وتغير مدلولاتها 3. أن ينظم دراسة علمية للهجات العربية الحديثة بمصر وغيرها من البلاد العربية | مجمع اللغة العربية بالقاهرة |

ويضطلع المجمع اللغوي في الوقت الحالي بما يلي:
1. عمل المعاجم اللغوية.
2. بحث قضايا اللغة.
3. وضع المصطلحات العلمية واللغوية.
4. تحقيق التراث العربي.
5. النشاط الثقافي.

## رؤساء المجمع
1. محمد توفيق رفعت (1934 - 1944)
2. أحمد لطفي السيد (1945 -1963)
3. الدكتور طه حسين (1963 - 1973)
4. الدكتور إبراهيم مدكور (1974 - 1995)
5. الدكتور شوقي ضيف (1996 -2005)
6. الدكتور محمود حافظ (2005 -2011)
7. الدكتور حسن محمود الشافعي: من فبراير 2012م. وأعيد انتخابه لفترة ثانية بالأصوات والتزكية سنة 2016م.[3]
8. عبد الوهاب عبد الحافظ منذ 16 مارس 2023.

## اتحاد المجامع
وفى عام 1971م أُسِّس اتحاد المجامع اللغوية العلمية العربية إذ اقترح فيها تشكيل لجنة تتألف من عضوية كل مجمع لغوي، في القاهرة ودمشق وبغداد لوضع نظام هذا الاتحاد، واجتمعت اللجنة بالدكتور طه حسين في أبريل من نفس السنة. ووُضِّع في هذا الاجتماع النظام الأساسي والداخلي للاتحاد، وانتخب الدكتور طه حسين رئيس مجمع القاهرة رئيسا للاتحاد والدكتور إبراهيم مدكور أمينا عاما للاتحاد والدكتور أحمد عبد الستار الجواري عن مجمع بغداد والدكتور عدنان الخطيب عن مجمع دمشق أمينين عامين مساعدين.
ويدير الاتحاد مجلس اتحاد المجامع اللغوية العلمية العربية، والذي يتألف من عضوين من كل مجمع لغوي، يختارهما مجمعهما لمدة أربع سنوات، وينتخبون من بينهم رئيسا وأمينا عاما وأمينين عامين مساعدين لمدة أربع سنوات قابلة للتجديد. ويجتمع مجلس الاتحاد في دورة عادية مرة على الأقل في كل سنة.
ويمكن أن يجتمع في دورة غير عادية عند الضرورة. وتصدر قرارات المجلس بالأغلبية للحاضرين، وفي حالة تساوي الأصوات يرجح الجانب الذي ينضم إليه الرئيس.
ورئيس الاتحاد الآن هو الدكتور شوقي ضيف، رئيس مجمع اللغة العربية بالقاهرة، والأمين العام الأستاذ إبراهيم الترزي، الأمين العام لمجمع القاهرة، والأمينان العامان المساعدان الدكتور شاكر الفحام رئيس مجمع اللغة العربية بدمشق، عن مجمع دمشق والدكتور عبد الكريم خليفة، رئيس مجمع اللغة العربية الأردني، عن مجمع الأردن وانضمت إلى الاتحاد مجامع اللغة العربية التي أنشئت في الأردن وفلسطين والسودان وليبيا، والجزائر.
وانضمت إلى الاتحاد أكاديمية المملكة المغربية في الرباط، والمجمع التونسي للعلوم والآداب والفنون (بيت الحكمة) بتونس، لأنهما يستوعبان العلم المجمعي اللغوي.

## أعمال الاتحاد
عقد الاتحاد عشر ندوات وهي كالآتي:
- الندوة الأولى في دمشق سنة 1972م لدراسة مصطلحات قانونية أقرها المجمع القاهري، وطبع المجمع العلمي العراقي ما أقرتها.
- الندوة الثانية في مجمع بغداد سنة 1973م لدراسة مصطلحات نفطية، ونشر اتحاد المجامع ما أقر منها في نفس السنة.
- الندوة الثالثة سنة 1976م في الجزائر عن تيسير تعليم اللغة العربية وأوصت الندوة بالتزام الحكومات والمؤسسات والشركات باستخدام العربية وحظر استخدام العامية حظرا تاما، ونشر اتحاد المجامع اللغوية أعمال هذه الندوة وتوصياتها المختلفة سنة 1977م.
- الندوة الرابعة سنة 1978م عقدت في مجمع عمان حول تعليم اللغة العربية في ربع القرن العشرين، ومن توصيات الندوة التوسع في ترجمة أمهات الكتب العلمية الجامعية.
- الندوة الخامسة في الرباط سنة 1985م وكان موضوعها تعريب التعليم العالي والجامعي وقدمت فيها بحوث متعددة عن التعريب والترجمة.
- الندوة السادسة عقدت سنة 1987م بمجمع الأردن عن توحيد الرموز العلمية وطريقة أدائها باللغة العربية، ووضعت الندوة كتابا عربيا للرموز العلمية في الرياضيات والكيمياء والفيزيقا وطريقة أدائها في العربية، ونشر الاتحاد هذا الكتاب في القاهرة بنفس السنة.
- الندوة السابعة في مايو سنة 1992م عقدت في بيت الحكمة في تونس عن توحيد المصطلح الطبي في الجزأين الأول والثاني من معجم المصطلحات الطبية للمجمع القاهري، وطبع الاتحاد بحوث هذه الندوة وقراراتها وتوصياتها ومناقشاتها بنفس السنة في القاهرة.
- الندوة الثامنة في يناير 1994م عقد الاتحاد ندوته في مجمع دمشق عن معجم النفط لمجمع القاهرة، وأوصت الندوة بأن ينشر هذا المعجم باللغات الثلاث: العربية والإنجليزية والفرنسية.
- الندوة التاسعة للاتحاد في بيت الحكمة في تونس في أكتوبر بنفس السنة وكان موضوعها المعجم الجيولوجي للمجمع القاهري، واقترحت الندوة أن ينشر مثل معجم النفط بالعربية واللغتين الإنجليزية والفرنسية.
- الندوة العاشرة والأخيرة كانت في سنة 1997م عقدت في مجمع اللغة العربية في دمشق، عن معجم البيولوجيا في علوم الأحياء والزراعة، وطبعت مناقشاتها وقراراتها وتوصياتها ونشرت بالقاهرة سنة 1998م.

## لجان المجمع
تألفت بعض لجان المجمع في دوراته الأولى، وبدأت تعمل وتنشط، وقد بلغت هذه اللجان خمساً وعشرين لجنة على النحو التالي:
1. لجنة المعجم الكبير (مجمع اللغة العربية بالقاهرة).
2. لجنة أصول اللغة.
3. لجنة الألفاظ والأساليب.
4. لجنة اللهجات والبحوث اللغوية.
5. لجنة الأدب.
6. لجنة إحياء التراث العربي.
7. لجنة المعجم الوسيط.
8. لجنة علم النفس والتربية.
9. لجنة الفلسفة والعلوم الاجتماعية.
10. لجنة التاريخ.
11. لجنة الجغرافيا.
12. لجنة القانون.
13. لجنة المصطلحات الطبية.
14. لجنة الكيمياء والصيدلة.
15. لجنة علوم الأحياء والزراعة.
16. لجنة الاقتصاد.
17. لجنة الجيولوجيا.
18. لجنة النفط.
19. لجنة الهيدرولوچيا (علم المياه).
20. لجنة الفيزيقا.
21. لجنة الهندسة.
22. لجنة الرياضيات.
23. لجنة المعالجة الإلكترونية.
24. لجنة ألفاظ الحضارة ومصطلحات الفنون.
25. لجنة الشريعة.
26. لجنة «معجم لغة الشعر».

## مقر المجمع
يقع مقر المجمع في 15 شارع عزيز أباظة (المعهد السويسري سابقًا) بالزمالك.

## الجوائز
- جائزة الملك فيصل العالمية في اللغة العربية والأدب سنة 2013م.

## وصلات خارجية
- موقع المجمع الرسمي